# Деметрієва війна
Деметрієва війна — військовий конфлікт у Греції, який тривав від 239 по 228 роки до н. е. Отримав назву від імені македонського царя Деметрія II, все правління якого припало на цю війну.

## Передумови
У 243 р. до н. е. почалась війна між Ахейським союзом та Македонією. На стороні останньої виступили етолійці, котрі за пару років до того вже мали зіткнення з ахейцями під час Етолійсько-беотійської війни. Втім, у 239 р. до н. е. відносини між союзниками різко зіпсувались. Коли належна епіротам північна Акарнанія зазнала вторгнення етолійців, новий македонський цар Деметрій II виступив на підтримку царя Епіра та взяв у дружини його доньку. В той же час, стратег Ахейського союза Арат почав шукати шляхи до примирення з Етолією та за посередництва Панталеонта зміг укласти не лише мирну угоду, але й вступити у спілку. Тепер Македонія була вимушена протистояти об'єднаним силам двох союзів.

## Дії Ахейського союзу в 230-х рр. до н.е

### Боротьба з Аргосом
Ахейський союз продовжив свою боротьбу з тиранами Пелопоннеса та афінянами, розпочату ще до виступу Етолії проти македонців. Зокрема, стратег ахейців Арат багато разів намагався скинути аргоського правителя Арістіппа, проте неодноразово зазнавав невдач. Під час однієї зі спроб Арат з небагатьма воїнами зміг піднятись по драбинах на стіну та перебити охоронців цієї ділянки муру. Втім, вранці тиран рушив на них свої загони, тоді як мешканці Аргоса залишились осторонь подій. Бій на стіні тривав цілий день, Арістіпп на всякий випадок вже почав готуватись до втечі та перевозити своє майно до гавані, проте Арат, не знаючи про це, не маючи ані підмоги, ані води, відступив.
В інший раз Арат вторгнувся до Арголіди та почав розоряти її. Арістіпп дав йому битву біля річки Харет (Харадрос, протікає навкола Аргоса), в якій частина ахейського війська взяла верх над аргосцями та погнала їх. В той же час, інше крило під командою Арата не змогло досягти успіху та відступило до табору. Коли більш удачливі ахейці повернулись після переслідування, вони були дуже невдоволені втраченою перемогою, що змусило Арата на наступний день знову вишикувати військо для битви. Втім, на той час сили Арістіппа лише зросли, так що ахейський стратег уклав перемир'я, поховав вбитих та відступив.
Нарешті, у 235 р до н. е. Арату вдалось отримати впевнену перемогу в битві при Клеонах, при цьому сам Арістіпп загинув під час відступу. Втім, це призвело лише до переходу Аргоса в руки його брата Арістомаха.

### Приєднання Мегалополя
Іншою опорою впливу Македонії на Пелопоннесі був Мегалополь. В кінці 260-х років до н. е. під час Хремонідової війни тиран цього міста розбив одного з учасників антимакедонської ліги — Спарту (причому в битві загинув і спартанський цар). Тепер же, після перемоги Арата над аргоським тираном, правитель Мегалополя Лідіад вирішив добровільно відмовитись від одноосібної влади та приєднати своє місто до Ахейського союзу. Надалі Лідіад діяв як стратег ахейців.

### Боротьба за Аттику
Хоча гарнізон з Афін був виведений ще до початку війни Македонії з ахейцями (тобто до 243 р. до н. е.), проте у Аттиці стояв цілий ряд македонських залог, в тому числі у афінському порту Пірей, на острові Саламін, на мисі Суній (південне завершення Аттики), у Рамносі (східне узбережжя Аттики навпроти Евбеї), а також у Елефсіні, Філах та Панактумі.
Першу спробу захопити Пірей Арат зробив ще у 240 р. до н. е., до переходу етолійців на сторону Ахейського союзу. Надалі він неодноразово намагався зробити це, проте невдало (Плутарх писав, що «Арат … не двічі та не тричі, а багаторазово, як закоханий до нестями, зазіхав оволодіти Піреєм»). В той же час, є підстави вважати, що в першій половині 230-х рр. до н. е. македонські гарнізони покинули Елефсин, Філи та Панактум.

### Битва при Філакії
У 233/232 р. до н. е. полководець Деметрія ІІ Бітій переправився до Аргосу, після чого розгромив Арата біля розташованої у Аркадії Філакії. За цим поширились чутки, що сам Арат або потрапив в полон (македонський цар навіть вислав корабель, на якому до нього повинні були доправити ахейського стратега), або загинув (начальник гарнізона Пірея Діоген послав в Коринф вимогу, щоб ахейці полишили місто, оскільки Арат мертвий).
Афіняни ж, які вперто тримали сторону македонців, при вістях про смерть провідника ахейців масово прикрасили себе вінками. Дізнавшись про це, обурений Арат виступив в похід у Аттику та підійшов до самих Афін, проте тут його все-таки вмовили не чинити мешканцям шкоди.
Не виключено, що послаблені внаслідок поразки при Філакії ахейці передали контроль етолійцям над рядом аркадійських полісів — Мантинеєю, Орхоменом і Тегеєю.

## Бойові дії в Центральній Греції

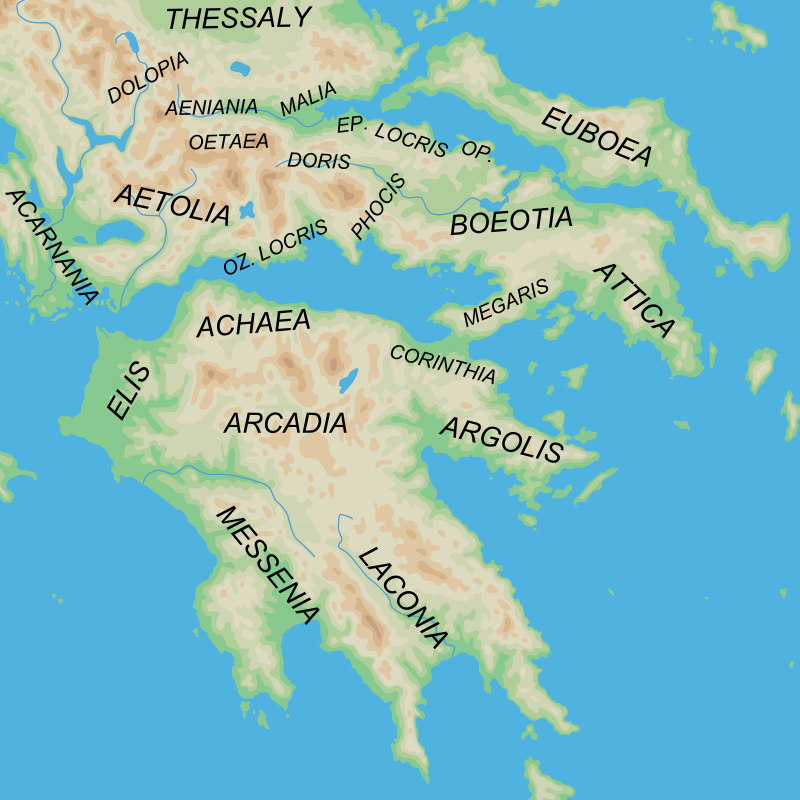
Регіони центральної та південної Греції. У центральній Греції позначені Акарнанія, Етолія, Фокіда, Фессалія, Опунтська Локрида (як LOCRIS OP.), Беотія та Аттика. На півострові Пелопоннес позначені Мессенія, Еліда, Аркадія, Арголіда

Щодо подій на Пелопоннесі та в Аттиці нам чимало відомо завдяки оповіді про Арата із «Порівняльних життєписів» Плутарха. В той же час, хід бойових дій між македонцями та Етолійським союзом в збережених джерелах висвітлено доволі неповно.
У 234 р. до н. е. (на думку інших дослідників — у 233 р. до н. е.) Деметрій прибув зі своєю армією до Беотії, котра в середині попереднього десятиліття після поразки у війні з етолійцями стала частиною їх союзу. Втім, беотійці не вчинили жодного спротиву македонському царю та вийшли з етолійського об'єднання. Тоді ж була виведена з-під влади етолян Опунтська Локрида (сусідня з Беотією область на західному узбережжі протоки Воріос-Еввоікос, навпроти острова Евбея), котру передали беотійцям.
Приблизно в той же час (233 або 232 рік до н. е.) на зміну епірській царській династії Еакідів прийшла республіканська форма правління. Скориставшись цим, етолійці вторглись до північної Акарнанії (ймовірно, 231 р. до н. е.), де зустріли спротив з боку мешканців Медіона, розташованого на південь від Амбракійської затоки (відділяє Акарнанію від Епіра). Не маючи можливості допомоги обложеним у своєму місті медіонянам, Деметрій II заплатив іллірійському цареві Агрону, надіслані яким війська врятували Медіон.
Більш успішно діяли етолійці в південному Епірі, де вони змогли заволодіти областю Амфілохія та колишньою столицею епірських царів Амбракією (на східному та північному узбережжі Амбракійської затоки відповідно). При цьому одні дослідники відносять перехід Амбракії в руки етолійців до періоду після облоги Медіона, тоді як інші припускають, що це сталось ще в 233 р. до н. е.
Тим часом іллірійці почали спустошувати грецьке узбережжя аж до Еліди та Мессенії (західна сторона Пелопоннессу). Ахейці спільно з  кількома полісами, розташованими на узбережжі Іонічного моря, виступили проти них, проте зазнали поразки у морській битві при Паксах.

## Події 229р. до н.е
У 229 р. до н. е. в Македонію вторглись дарданці (мешкали на території сучасних Косова та південної Сербії), в битві з якими загинув Деметрій II. Це спонукало афінян спробувати порвати з Македонією і вони звернулись до Арата за сприянням. Хоча останній в той рік не був обраний стратегом Ахейського союза, проте поспішив до Аттики та зміг переконати македонського полководця Діогена передати афінянам Пірей, Муніхій (ще один форт, котрий охороняв порт Афін), Саламін та Суній за плату у 150 талантів (позику у 20 талантів афінянам надав сам Арат). Втім, після цього Афіни не стали приєднуватись до Ахейської ліги, а вирішили залишитись повністю незалежними. В той же час, до союзу вступили егіняни (мешканці острова у Саронічній затоці між Аттикою та Арголідою).
Смерть Деметрія ІІ потягла за собою й остаточну втрату впливу на Пелопоннесі, де Арат зміг залякати чи переконати ще кількох тиранів відновити демократію та приєднати їх міста до Ахейського союза. Так вичнили правитель Аргоса Арістомах ІІ (надалі він був обраний стратегом на 228/227 р. до н. е.), а також Ксенон та Клеонім, тирани Герміони (південно-східне завершення Арголідського півострова) та Фліунта (неподалік від стику Арголіди, Аркадії та Сікіонії).
Полібій повідомляє, що своїми зобов'язаннями по відношенню до Македонії знехтували також мешканці Беотії, хоча це рішення викликало протистояння в самій беотійській спільноті.
Нарешті, проти Македонії повстала Фессалія, котра безпосередньо межувала з власне македонськими землями, при цьому повсталим допомагали етолійці. Як наслідок, більшість Фессалії опинилась поза контролем македонян.
Також можливо відзначити, що у все тому ж 229 р. до н. е. інший ворог грецьких союзів — іллірійці-ардієї — стали об'єктом атаки римлян (Перша Іллірійська війна), котрі вже в межах першої кампанії нанесли поразку вдові Агрона цариці Тевт.

## Завершення війни

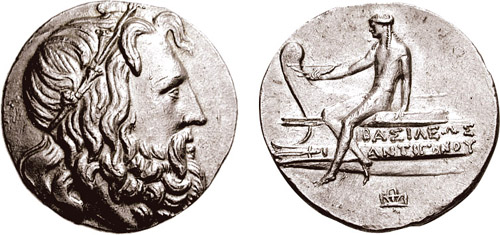
Антіох ІІІ Досон

Новий македонський цар Антигон III Досон отримав країну у скрутній ситуації: дарданці грабували Пеонію, майже всі володіння у Греції були втрачені. Втім, невдовзі Антигон зміг очистити країну від дарданців, після чого рушив проти Етолійського союзу. Як повідомляє в одній зі своїх «Стратегем» Фронтін, македонському царю вдалось поставити етолійську армію у складну ситуацію: вона потерпала від голода та шукала шляхи для відступу. Антигон спеціально відкрив дорогу для втечі, проте, коли супротивник знаходився на марші, наздогнав його та завдав важкої поразки.
Перемогою над етолійцями Антигон поставив крапку у Деметрієвій війні. Хоча всі македонські володіння в Аттиці та на Пелопоннесі були втрачені, йому вдалось повернути під свій контроль Фессалію. Повоєнна ситуація була достатньо стабільною, щоб македонський цар зміг в 228 або 227 році до н. е. здійснити морську експедицію до Малої Азії, де він взяв під опіку карійського династа Олімпіка.
Беотійці та етолійці були послаблені звільненням від їх влади Опунтської Локриди та Фокіди. Що стосується Ахейського союзу, то невдовзі після звільнення Пелопоннесу від тиранічних режимів він був втягнутий у важку боротьбу зі спартанським царем Клеоменом.